# Старое Муллино
Старое Муллино — деревня в Алексеевском районе Татарстана. Входит в состав Ерыклинского сельского поселения.

## География
Находится в западной части Татарстана на расстоянии приблизительно 41 км по прямой на юг от районного центра Алексеевское.

## История
Основана не позднее 1691 года. В начале XX века действовала церковно-приходская школа.

## Население
Постоянных жителей было: в 1859 — 398, в 1897 — 673, в 1908 — 665, в 1920 — 629, в 1926 — 515, в 1938 — 562, в 1949 — 412, в 1958 — 245, в 1970 — 244, в 1979 — 330, в 1989 — 161, в 2002 — 143 (русские 97 %), 128 — в 2010.